# کارت آمدوشد

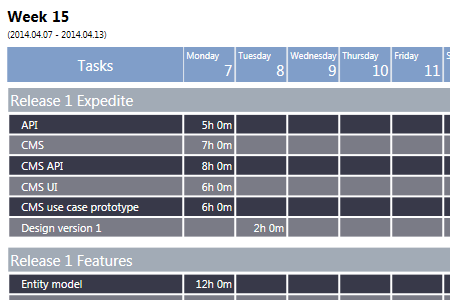
یک صفحهٔ آمدوشد معاصر

کارتِ آمد و شد (یا برگه آمد وشد) روشی برای ثبتِ مقدار زمانِ صرف‌شدهٔ یک کارگر/کارمند در پیشه‌های گوناگون است. به‌طور سنتی یک برگ کاغذ با داده‌های مرتب‌شده در قالب جدول که برنامه زمانی کنونی را نشان می‌دهد، یا سندی دیجیتال است.

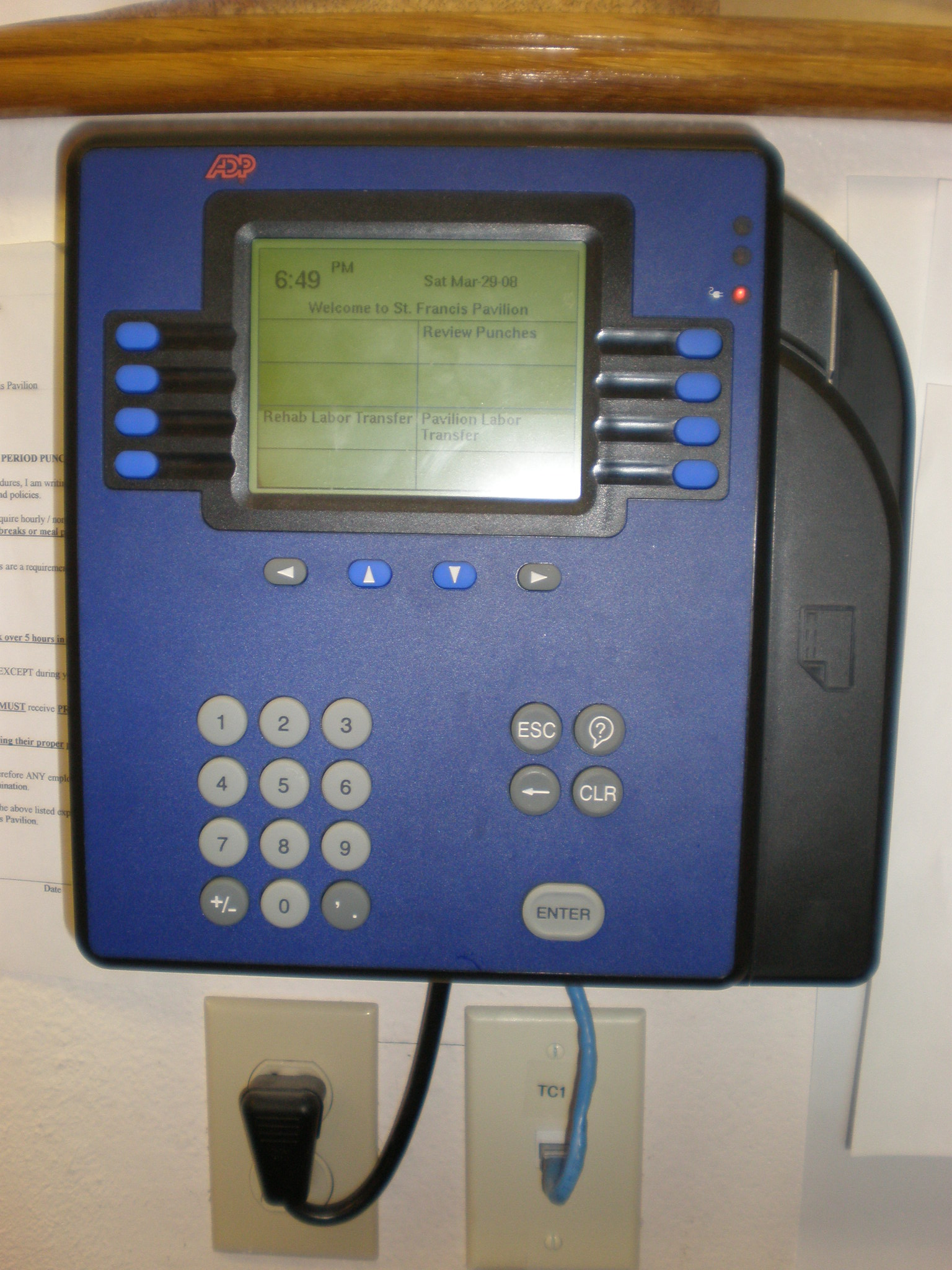
یک کارتخوان آمد وشد، مدل ۴۵۰۰